# Каріта Маттіла
Ка́ріта Ма́ттіла (фін. Karita Marjatta Mattila, 5 вересня 1960, Сомеро) — фінська оперна співачка (сопрано).

## Біографія
Закінчила Академію Сібеліуса (1983), де навчалася у Лізи Лінко-Мальме, потім в Лондоні у Віри Рожа. Отримала першу премію на Міжнародному фестивалі оперних співаків у Кардіффі (1983). Дебютувала в 1986 році в Ковент-Гардені, заспівавши партію Фйорділіджі в опері Моцарта «Так чинять усі». У подальшому виступала в Метрополітен-опера, театрі Шатле, Опері Бастилія, Віденській державній опері, Німецькій опері в Берліні, на Мюнхенському оперному фестивалі, Зальцбурзькому фестивалі і на інших найбільших оперних сценах світу.
Працювала з такими диригентами, як Георг Шолті, Невіл Маррінер, Колін Девіс, Зубін Мета, Клаудіо Аббадо, Валерій Гергієв та іншими. Їй присвячено вокальний цикл Кайї Сааріахо «Чотири миті», який вона виконала у 2003 році в паризькому театрі Шатле і лондонському Барбікан-центрі. Для неї була написано головну партію в опері Сааріахо «Емілі», яку співачка виконала в Ліонській опері у 2010 році.
У квітні 2014 року відмовилася виступати під управлінням російського диригента Валерія Гергієва на сцені Карнегі-гол у Нью-Йорку, обґрунтувавши свою відмову бажанням висловити протест Гергієву у зв'язку з тим, що той відкрито підтримує політику президента Росії Володимира Путіна. За словами співачки, причиною її протесту стали саме погляди Путіна на мистецтво, художників і гомосексуалів, а також його політика, яка не поважає кордони інших країн. Організатори концерту замінили диригента на італійця Фабіо Луїзі.

## Оперні партії
- Емілія Марті, «Засіб Макропулоса» Яначека
- Емілі дю Шатле, «Емілі» Кайї Сааріахо
- Тоска, «Тоска», Пуччіні
- Манон, «Манон Леско», Пуччіні
- Саломея, «Саломея» Штрауса
- Арабелла, «Арабелла» Штрауса
- Леонора, «Фіделіо» Бетховена
- Амелія, «Бал-маскарад» Верді
- Єлизавета, «Дон Карлос»
- Амелія (Марія), «Сімон Бокканегра»
- Дездемона, «Отелло»
- Ельза, «Лоенгрін»
- Єва, Нюрнберзькі мейстерзінгери
- Хрізофеміда, «Електра»
- Єнуфа, «Єнуфа»
- Катя Кабанова, «Катя Кабанова»
- Ліза, «Винова краля»
- Тетяна, «Євгеній Онєгін»
- Донна Анна, «Дон Жуан»
- Донна Ельвіра, «Дон Жуан»
- Графиня, «Весілля Фігаро»
- Фіорділіджі, «Так чинять усі»
- Паміна, «Чарівна флейта»
- Ілія «Ідоменей»
- Агата, «Чарівний стрілець»
- Емма, «Фьеррабрас»
- Ганна Главарі, «Весела вдова»
- Розалінда, «Летюча миша»
- Мюзетта, «Богема»

## Визнання
- Лауреат конкурсу BBC Cardiff Singer of the World competition у номінації «Singer of the World» (1983)
- Премія Греммі за найкращий оперний запис у 1998 році («Нюрнберзькі мейстерзінгери» Вагнера) і 2004 (Енуфа Яначека)
- Найкраща співачка 2001 року за версією Нью-Йорк Таймс
- Музикант 2005 року по оцінці журналу Musical America
- Журнал BBC Music Magazine (2007) включив співачку в число 20 найкращих сопрано за всю історію грамзапису
- Медаль Pro Finlandia (2001)
- Кавалерственна дама Ордена Мистецтв та літератури (2003)
- Лауреат премії Opera News Awards американського журналу Opera News (2011). Церемонія вручення премії пройшла у Нью-Йорку 29 квітня 2012 року.[2]